# 고타가와촌
고타가와촌(小田川村)은 후쿠시마현 니시시라카와군에 일찍이 존재했던 촌이다.

## 역사
- 1889년 4월 1일 - 정촌제 시행에 의해 3촌이 합병해 니시시라카와군 고타가와촌이 성립하였다.
- 1954년 10월 1일 - 시라카와시에 편입되어 소멸하였다.

## 인구
- 1891年 1,628
- 1920年 2,107
- 1947年 2,117

## 교통

### 도로
- 1급 국도
  - 국도 4호선

## 참고문헌
- 角川日本地名大辞典編纂委員会『角川日本地名大辞典 7 福島県』、角川書店、1981年 ISBN 4040010701
- 日本加除出版株式会社編集部『全国市町村名変遷総覧』、日本加除出版、2006年、ISBN 4817813180